# Дейнтцер, Йохан Хенрик
Йохан Хенрик Дейнтцер (дат. Johan Henrik Deuntzer; 20 мая 1845, Копенгаген, Дания  — 16 ноября 1918, там же) — датский государственный деятель, премьер-министр Дании (1901—1905).

## Биография
Родился в семье каменщика. 
В 1867 г. по окончании Копенгагенского университета получил степень бакалавра в области права. В 1869 г. был удостоен золотой медали университета. С 1872 по 1901 г. являлся профессором гражданско-процессуального права в том же университете. Одновременно работал юридическим консультантом правительства. За эту деятельность в 1894 г. он получил почетную докторскую степень.
В 1880—1883 гг. являлся заместителем председателя и председателем Морского и коммерческого суда, в 1882—1884 гг. — учредителем-оценщиком Копенгагенской обменной комиссии.
В 1882 г. он стал членом правления, а в 1896 г. — директором противопожарного страхового общества Nyt dansk brandforsikringselskab. В 1897 г. он вошел в руководство вновь созданного Общества Восточной Азии.
В 1894 г. он был назначен в состав Верховного суда.
Помимо краткого периода после 1883 года, когда он участвовал в либеральном движении, он не занимался политикой, прежде чем в 1901 неожиданно был назван главой правительства и министром иностранных дел, став первым представителем левых сил страны на этом посту.
Как министр иностранных дел, он вел переговоры о продаже датской Вест-Индии. Поскольку это привело к расколу в правительстве, он был вынужден уйти в 1905 г. в отставку.
С 1902 по 1913 г. он избирался в парламент Дании, а с 1914 по 1918 гг. был членом королевского совета.
Выступил одним из основателей партии Радикальная Венстре, которая выделилась в 1905 г. из Венстре.
В 1914 г. он был назначен членом верхней палаты парламента (ландстинга), в составе которой оставался до конца жизни.
В 1911 г. он был удостоен почетной докторской степени юридического факультета Университета Осло.
Был похоронен на кладбище Биспебьерг в Копенгагене.

## Научные труды
- «Сукцессия», 1873
- «Личное право», 1874
- «Общее правило частного права», 1875
- «Потребительское право», 1877 г.
- «Северная семья и право наследования», 1878
- «Чрезвычайный гражданский процесс», 1880
- «Датское семейное право», 1882 г.
- «Датский наследственное право», 1885
- «Посредничество», 1887
- «Арест и запрет», 1888
- «Нотариальное заверение», 1889
- «Жизнь и бизнес Хенрика Стампа», 1891
- «Датское наследственное право» (ученное пособие), 1892

## Награды и звания
Был награжден Большим крестом ордена Данеборг и британским почетным Королевским Викторианским орденом.